# 16 Blocks
16 Blocks (En Argentina y España: 16 calles, en Venezuela: Muerte súbita) es una película de 2006 dirigida por Richard Donner y escrita por Richard Wenk.

## Argumento
Jack Mosley (Bruce Willis) es un veterano agente de policía de Nueva York. Está mayor, es alcohólico y no le tiene mucho aprecio a la vida. Su cometido en el cuerpo es meramente decorativo. Un día recibe el molesto encargo de escoltar a Eddie Bunker (Mos Def), un ladronzuelo de poca monta, hasta los juzgados. El trayecto, que aparentemente era sencillo, se complicará hasta límites insospechados.
Son las ocho de la mañana y debe llevar al detenido a 16 calles de distancia. Jack no se da cuenta de que una furgoneta les persigue a cierta distancia. Cuando para a comprarse su acostumbrada botella de alcohol en un bar, Eddie, que está esposado en el coche, se ve con una pistola apuntando a su cabeza. Sin embargo, Jack hace honor a sus viejos días de gloria y salva a Eddie. No tarda en llamar a los refuerzos, entre los cuales se encuentra su único amigo y el detective de homicidios Frank Nugent (David Morse). 
Eddie reconoce a uno de los policías contra los que debe testificar. Estos no tardan en tratar de acabar con él. Pero Jack hace lo que debió hacer hace seis años y decide unirse a Eddie. A partir de aquí comienza una alocada persecución a lo larga de 16 calles en una carrera contrarreloj y llena de obstáculos.

## Reparto
| Actor        | Personaje     |
| ------------ | ------------- |
| Bruce Willis | Jack Mosley   |
| Mos Def      | Eddie Bunker  |
| David Morse  | Frank Nugent  |
| David Zayas  | Robert Torres |
| Jenna Stern  | Diane Mosley  |
| Casey Sander | Dan Gruber    |
| Kim Chan     | Sam           |

## Recepción
Con base en 161 reseñas recolectadas en la página web Rotten Tomatoes, la película cuenta con un 56% de ranking aprobatorio, con un índice de audiencia promedio de 5.9 sobre 10.